# Llista de monuments de Santa Maria de Besora
Llista de monuments de Santa Maria de Besora inclosos en l'Inventari del Patrimoni Arquitectònic Català pel municipi de Santa Maria de Besora (Osona). Inclou els inscrits en el Registre de Béns Culturals d'Interès Nacional (BCIN) amb la classificació de monuments històrics, els Béns Culturals d'Interès Local (BCIL) de caràcter immoble i la resta de béns arquitectònics integrants del patrimoni cultural català.
| Monument                                     | Protecció    | Estil/època            | Localització                                                        | Coordenades                                          | Codi?         | Imatge |
| -------------------------------------------- | ------------ | ---------------------- | ------------------------------------------------------------------- | ---------------------------------------------------- | ------------- | --- |
| Castell de Besora                            | BCIN 1411-MH | Romànic X-XII          | Santa Maria de Besora                                               | 42° 07′ 25″ N, 2° 15′ 04″ E / 42.123706°N,2.251017°E | RI-51-0005696 | Castell de Besora (Santa Maria de Besora) · Vegeu més fotos d'aquest monument · Carregueu una nova foto d'aquest monument    |
| Castell de Beví                              | BCIN 1412-MH | Medieval               | Santa Maria de Besora                                               | 42° 08′ 07″ N, 2° 14′ 15″ E / 42.135249°N,2.237588°E | RI-51-0005697 | Carregueu una nova foto d'aquest monument                                                                                    |
| Església parroquial de Santa Maria de Besora |              | Barroc XVIII           | Santa Maria de Besora Ctra. de Vidrà                                | 42° 07′ 36″ N, 2° 15′ 26″ E / 42.126763°N,2.257147°E | IPA-24001     | Església parroquial de Santa Maria de Besora · Vegeu més fotos d'aquest monument · Carregueu una nova foto d'aquest monument |
| Mas Clerella                                 |              | Obra popular XVIII     | Santa Maria de Besora Ctra. de Besora a Vidrà                       | 42° 07′ 20″ N, 2° 17′ 01″ E / 42.122288°N,2.283509°E | IPA-24003     | Mas Clerella (Santa Maria de Besora) · Vegeu més fotos d'aquest monument · Carregueu una nova foto d'aquest monument         |
| Ermita de Sant Salvador                      |              | Romànic XI-XII         | Santa Maria de Besora El Prat de Besora                             | 42° 07′ 03″ N, 2° 15′ 14″ E / 42.117364°N,2.253843°E | IPA-24006     | Carregueu una nova foto d'aquest monument                                                                                    |
| Ermita de Sant Moí                           |              | Romànic X              | Santa Maria de Besora A prop de la fàbrica de Bebié                 | 42° 08′ 04″ N, 2° 12′ 38″ E / 42.134431°N,2.210505°E | IPA-24007     | Carregueu una nova foto d'aquest monument                                                                                    |
| Can Ferrers Vell                             |              | Obra popular XVII      | Santa Maria de Besora Camí de Santa Maria de Llaés                  | 42° 08′ 06″ N, 2° 15′ 55″ E / 42.134938°N,2.265192°E | IPA-24008     | Carregueu una nova foto d'aquest monument                                                                                    |
| Can Ferrers Nou                              |              | Obra popular XIX       | Santa Maria de Besora Camí de Santa Maria de Llaés                  | 42° 08′ 06″ N, 2° 15′ 48″ E / 42.134985°N,2.263307°E | IPA-24009     | Carregueu una nova foto d'aquest monument                                                                                    |
| Mas el Xicoi                                 |              | Obra popular XVI-XVIII | Santa Maria de Besora Prop de la carretera de Vidrà                 | 42° 07′ 18″ N, 2° 17′ 32″ E / 42.121562°N,2.292311°E | IPA-24010     | Mas el Xicoi (Santa Maria de Besora) · Vegeu més fotos d'aquest monument · Carregueu una nova foto d'aquest monument         |
| Mas el Prat de Besora                        |              | Obra popular XVIII     | Santa Maria de Besora Prats de Besora, prop ermita de Sant Salvador | 42° 06′ 59″ N, 2° 15′ 09″ E / 42.116262°N,2.252518°E | IPA-24011     | Carregueu una nova foto d'aquest monument                                                                                    |
| Can Fortià, Can Ramonet                      |              | Obra popular XVII      | Santa Maria de Besora Ctra. de Sant Quirze a Vidrà                  | 42° 07′ 38″ N, 2° 15′ 21″ E / 42.127293°N,2.255764°E | IPA-24012     | Carregueu una nova foto d'aquest monument                                                                                    |
| El Pla                                       |              | Obra popular           | Santa Maria de Besora El Castell                                    | 42° 07′ 35″ N, 2° 15′ 12″ E / 42.126440°N,2.253378°E | IPA-24013     | Carregueu una nova foto d'aquest monument                                                                                    |
| El Mir                                       |              | Obra popular XVII, XIX | Santa Maria de Besora El Mir                                        | 42° 06′ 57″ N, 2° 16′ 09″ E / 42.115892°N,2.269153°E | IPA-24014     | El Mir (Santa Maria de Besora) · Vegeu més fotos d'aquest monument · Carregueu una nova foto d'aquest monument               |
| Cabana del Mir                               |              | Obra popular XVII, XIX | Santa Maria de Besora El Mir                                        | 42° 06′ 57″ N, 2° 16′ 08″ E / 42.115781°N,2.268883°E | IPA-24015     | Cabana del Mir (Santa Maria de Besora) · Vegeu més fotos d'aquest monument · Carregueu una nova foto d'aquest monument       |
| El Noguer                                    |              | Obra popular XVIII-XX  | Santa Maria de Besora Ctra. de Sant Quirze a Vidrà                  | 42° 07′ 16″ N, 2° 16′ 16″ E / 42.121020°N,2.271126°E | IPA-24016     | El Noguer (Santa Maria de Besora) · Vegeu més fotos d'aquest monument · Carregueu una nova foto d'aquest monument            |
| Església inacabada de Besora                 |              |                        | Santa Maria de Besora Pla de Teia                                   |                                                      | IPA-24017     | Carregueu una nova foto d'aquest monument                                                                                    |
| El Serrat                                    |              | Obra popular XVIII-XX  | Santa Maria de Besora El Serrat                                     | 42° 06′ 55″ N, 2° 14′ 35″ E / 42.115373°N,2.243166°E | IPA-24018     | El Serrat (Santa Maria de Besora) · Vegeu més fotos d'aquest monument · Carregueu una nova foto d'aquest monument            |
| Molí del Mir                                 |              | Obra popular           | Santa Maria de Besora Des de ctra. BV-5227, km 8,2                  | 42° 06′ 44″ N, 2° 16′ 29″ E / 42.11231°N,2.27474°E   | IPA-40872     | Carregueu una nova foto d'aquest monument                                                                                    |
| Molí de Can Domènec                          |              | Obra popular           | Santa Maria de Besora                                               | 42° 06′ 01″ N, 2° 14′ 00″ E / 42.100352°N,2.233256°E | IPA-40873     | Carregueu una nova foto d'aquest monument                                                                                    |